# Haut Alentejo (sous-région)
Pour les articles homonymes, voir Haut Alentejo et Alentejo (homonymie).

Localisation du Haut Alentejo

Le Haut Alentejo – en portugais : Alto Alentejo – est une des 30 sous-régions statistiques du Portugal.
Avec 4 autres sous-régions, il forme l'Alentejo.
Cette sous-région est homonyme d'une ancienne province, sans que les deux territoires se recoupent.

## Géographie
Le Haut Alentejo est limitrophe :
- au nord, du Pinhal intérieur Sud et de la Beira intérieure Sud,
- à l'est, de l'Espagne,
- au sud, de l'Alentejo central,
- à l'ouest, de la Lisière du Tage et du Moyen Tage.

## Données diverses
- Superficie : 6 230 km2
- Population (2001) : 127 025 hab.
- Densité de population : 20,39 hab./km2

## Subdivisions
Le Haut Alentejo groupe seize municipalités (conselhos ou municípios, en portugais) :
- Alter do Chão
- Arronches
- Aviz
- Borba
- Campo Maior
- Castelo de Vide
- Crato
- Elvas
- Fronteira
- Gavião
- Marvão
- Monforte
- Mora
- Nisa
- Ponte de Sor
- Portalegre

1. 1 2  « Official Journal L 87/2023 », sur eur-lex.europa.eu (consulté le 13 janvier 2024)